# Петтиненго
Петтиненго (итал. Pettinengo) — коммуна в Италии, располагается в регионе Пьемонт, в провинции Бьелла.
Население составляет 1554 человека (2008 г.), плотность населения составляет 141 чел./км². Занимает площадь 11 км². Почтовый индекс — 13843. Телефонный код — 015.
Покровителями коммуны почитаются святой Стефан, первомученик, празднование 26 декабря, и святой апостол Иаков Старший, празднование 25 июля.

## Демография
Динамика населения:

## Администрация коммуны
- Официальный сайт: